# 盛大的節日
《盛大的節日》是由謝晉導演，於1976年10月之前完成，進行過部分拍攝的電影。粉碎四人帮后被列为“阴谋电影”。

## 導演闡述
主題：對黨內走資派造反有理，革命，是無產階級的盛大節日。
總調：政治史詩的基調，磅礴動盪的氣勢，鮮明對立的性格，緊張明快的節奏。

## 人物
1. 鐵根：火車司機，南方鐵路沿線某市《鐵路局工人造反司令部》勤務組召集人。
2. 井峰：路局黨委副書記，革命老幹部。
3. 江秀：列車段工人，曾是中國第一代火車女司機，《鐵路局工人造反司令部》勤務組成員，丁志良的妻子。
4. 江火龍：檢修老工人，《鐵路局工人造反司令部》參謀。
5. 李大成：火車副司機，《鐵路局工人造反司令部》勤務組成員。
6. 方英：供應段支部書記，《鐵路局工人造反司令部》勤務組成員。
7. 秦苗苗：紅衛兵小將，扎著兩根頂沖的短辮，別看她二十未滿，但已是鐵路學習紅衛兵的召集人。
8. 江蘭：上海某大學研究生，一度是個逍遙派，在她未婚夫鐵根的幫助下，也捲進了革命造反的洪流。
9. 丁志良：火車司機長，有名的勞動模範，受走資派的矇蔽，當上《鐵路局工人捍衛團》的頭頭。
10. 石陸：路局局長，是個犯了走資派錯誤的好人。
11. 鄭華：醫務工作者，石局長的愛人，支持造反派燒她的丈夫。
12. 衛迪宇：路局黨委辦公室副主任，一個反動資本家的女兒，她的經歷將會給觀眾留下一些可以思考的東西。
13. 高尤：自詡是個“老革命”，但正如他所說的是劉少奇把他提升為這個城市的第一書記。
14. 嚴函：市委委員、兼鐵路局黨委書記，高尤的老下級，是個瘋狂鎮壓群眾運動的不肯改悔的走資派。
15. 喬之慎：路局黨委副書記，出賣工人運動的叛徒，是個雙料子壞蛋。
16. 卞希熊：喬之慎的駕駛員，新生的反革命分子。
17. 佚名：公共汽車售票員夫婦。
18. 佚名：劇作家夫婦。
19. 佚名：衛迪宇的父親。